# Chó sục bò
Chó sục bò (Bull Terrier) hay còn gọi là Bully tức kẻ hay bắt nạt người khác là một giống chó sục được lai giống phục vụ cho những cuộc chọi chó và làm chó bảo vệ. Từ khi được lai giống thành công, giống chó Bull Terrier đã nhanh chóng chinh phục những người nuôi chó khó tính với khuôn mặt ngộ ngộ, cái đầu lớn hình quả trứng và tính cách đáng yêu của mình. Mặc dù vậy, Bull Terrier là giống chó đặc biệt mạnh mẽ. Khả năng sát thủ cực kỳ nhạy bén khiến Bull Terrier là một con chó nguy hiểm đối với các động vật nhỏ hơn.

## Tổng quan
Giống chó sục bò (Bull Terrier) xuất hiện ở Anh vào những năm 1830 do lai giống từ giống Bulldog Anh và Terrier Anh trắng ngày nay đã tuyệt chủng, nhằm tạo ra một giống chó săn mới năng động và gọn gàng hơn. Trong thời gian này, khi các cuộc chọi chó giữa 2 giống chó bò (Bulldog) và Bull và Terrier đang ở trung tâm của sự chú ý, những người yêu thích môn thể thao này quyết định tạo ra giống chó mới với khả năng tấn công còn mau lẹ và chớp nhoáng hơn nữa.
Bằng cách lai giữa giống Bulldog với giống chó sục Anh cổ (Old English Terrier), thêm vào một chút từ dòng chó chỉ điểm Tây Ban Nha (Spanish Pointer), họ đã tạo ra giống Bull Terrier. Khi mới được lai tạo giống chó này còn được mệnh danh là "Bully" hay "kẻ hay bắt nạt người khác" lại không phải là những chiến binh tài giỏi nhất. Chó sục Bun thường được nuôi làm chó giữ nhà hoặc chó chăn gia súc. Sau đó, giống Bull Terrier loại nhỏ ra đời, tương tự như chó sục Bun, chỉ khác ở chỗ là giống này nhỏ con hơn.
Vào năm 1850, nhánh sục Bun lông trắng (biệt danh White Cavalier) được tạo ra và nhanh chóng trở nên mốt của tầng lớp quý tộc. Chúng được sử dụng trong việc bảo vệ, canh gác, săn chuột và trông coi gia súc. Quá trình phát triển màu lông của sục Bun bắt đầu từ James Hinks tạo ra giống chó thuần trắng và được ưa chuộng. Tuy nhiên cũng có mốt số con có đốm vá màu ở đầu không được chấp nhận. Khi giống chó này xuất hiện trở lại sau này, chúng được đón nhận hơn. Một nhà lai giống khác như Ted Lyon mạnh dạn cho lai bầy chó trắng của mình với chó sục màu trước đây. Từ đó, không còn thấy sục Bun thuần trắng nữa.
Chó sục Bun không phải là Pit Bull là giống chó được dùng trong thi đấu vào giai đoạn Bull và Terrier được lai với nhau, chúng chỉ là họ hàng với nhau. Tuy vậy, giống chó này đã không trở nên các đấu sĩ thành công nhất. Ngày nay, nhiều chủ nuôi Bull Terrier thậm chí vẫn gọi chúng là giống Chó sục Bun Anh để tránh nhầm lẫn. Bully nổi tiếng nhờ sức mạnh, sự thông minh và dũng cảm của mình. Nhưng nhiều năm qua, những nhà lai giống thường chú trọng đến tính cách của Bull Terrier hơn là tính hung hăng của chúng. Chính vì thế giống chó này ngày nay rất thân thiện, biết vâng lời, trung thành, và biết bổ phận.

## Đặc điểm

### Ngoại hình
Đây là loài chó có hình thể cân đối, cơ bắp chắc nịch. Thân của Bull tròn trịa và khá đầy đặn, với đôi vai cường tráng cuồn cuộn cơ bắp. Chó Bull Terrier chuẩn có thân hình khỏe mạnh và vạm vỡ. Bull Terrier chuẩn thì cao từ 21 - 22 inches (53 – 56 cm) và có cân nặng từ 45 - 60 pounds (20 – 27 kg). Giống Mini Bull Terrier cũng có các tính cách như người anh em to lớn của mình, nhưng có kích thước khiêm tốn và gọn gàng hơn. Bull Terrier Mini cao từ 10 – 14 inches (25 – 33 cm) và nặng: 24 – 33 pounds (11 – 15 kg). 

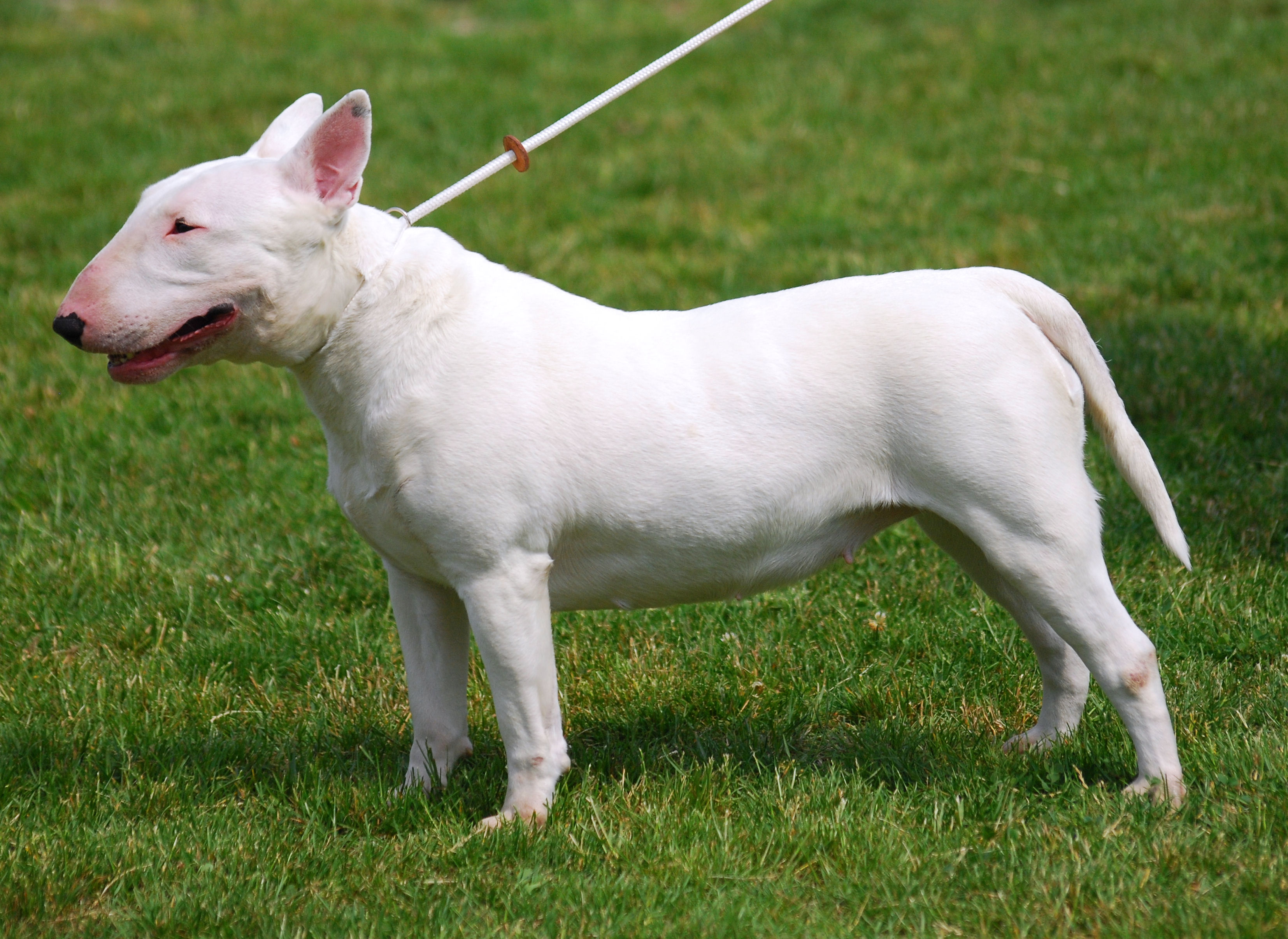
Một con sục Bun trắng

Bộ lông ngắn, dày với các màu trắng, đen, đỏ, nâu, đốm vằn vện. Đặc điểm nổi bật nhất ở loài Bull Terrier là cái đầu của nó, với cái trán phẳng lỳ từ trên đỉnh đầu xuống đến mũi. Mắt của chúng nhỏ, đôi khi gần như ti hí, có màu sẫm. Đuôi nhỏ và hầu như luôn luôn ở trạng thái ngang với mặt đất. Trên cái cổ cong cứng cáp của chúng là cái đầu dài, có dạng oval, đầy đặn, không một chỗ lõm. Nhìn nghiêng phần đầu hơi dốc từ đỉnh sọ đến chóp mũi nhưng trán chúng phẳng. Hai tai mỏng, nhỏ rất sát nhau và dựng đứng khi chúng dỏng tai. Mắt nhỏ, sâu, hình quả hạnh, đen lay láy và nằm gần đỉnh đầu.
Lông ngắn, dày, hơi cứng nhưng bóng mượt. Bull Terrier thường có lông trắng muốt, đen, đỏ, nâu xám, nâu vàng hoặc tam thể. Bully thường thay lông hai lần trong năm, có thể chải mỗi ngày để làm sạch lông rụng và giữ cho bộ lông luôn bóng mượt. Giống Bull Terrier loại nhỏ cũng cần được chải lông hàng tuần. Chỉ tắm khi cần thiết, ví dụ như sau khi chúng đào bới ngoài sân. Đôi tai của Bull Terrier như hai cái muỗng hứng bụi bẩn, cũng nên thực hiện thường xuyên. Nói chung, bộ lông mượt, ngắn, cứng và dễ chăm sóc. Cần chải lông bằng bàn chải chuyên dụng. Mức độ rụng lông trung bình, 2 lần trong một năm.

### Thể chất
Chúng sống lâu khoảng 10 – 12 năm. Là giống chó nói chung khoẻ mạnh, hầu như không có các căn bệnh gì, hầu như không bị mắc các bệnh di truyền. Tuy vậy một số cá thể có thể bị triệu chứng thiếu kẽm. Khá nhạy cảm với bọ chét và các loài sống ký sinh khác. Bull trắng dễ bị điếc. Một khi chúng ngã bệnh, chúng thường bị thiếu chất kẽm dẫn đến tai điếc, trật xương bánh chè, dị ứng da nghiêm trọng cũng như dễ bị cà thọt.
Đặc biệt khi về già chúng thường mắc 1 bệnh rối loạn hành vi gọi là chứng hành vi ám ảnh (obsessive compulsive behaviours- OCD). Có 3 dạng gồm "quay vòng như chong chóng" (quay tròn để tự cắn đuôi mình), "bạ gì ăn nấy" (ăn cả những thứ không ăn được và cả những thứ cấm kỵ) và "tức giận tức thời" (cáu kỉnh và hung dữ khi mới ngủ dậy, nhưng không nhớ được những gì đã xảy ra). Chó sục Bun cả loại lông trắng và lông màu, đều có thể bị điếc một bên hoặc cả hai bên tai nhưng chúng có thể hơi lãng tai nhưng vẫn khoẻ mạnh bình thường.

## Tập tính
Chúng cũng rất thông minh, hoà nhã, thân thiện với con người. Tuy trước đây từng là những gã chó dữ tợn, nhưng Bully ngày nay đã dần trở thành những người bạn giàu tình cảm, dí dỏm và trung thành của con người. Chúng rất yêu thương và quấn quýt với chủ. Đã từng là loài chó chuyên được huấn luyện cho các cuộc chọi chó, ngày nay chó sục Bun đã trở nên khác trước. Chúng có thể có các hành động tự vệ hoặc có thể bảo vệ chủ của trong những trường hợp nguy hiểm nhưng thiên chức của Bull bây giờ không còn là chó bảo vệ nữa. Dũng cảm, thích đùa nghịch, sôi nổi và nhắng nhít là những đặc tính tiêu biểu của giống chó này. 

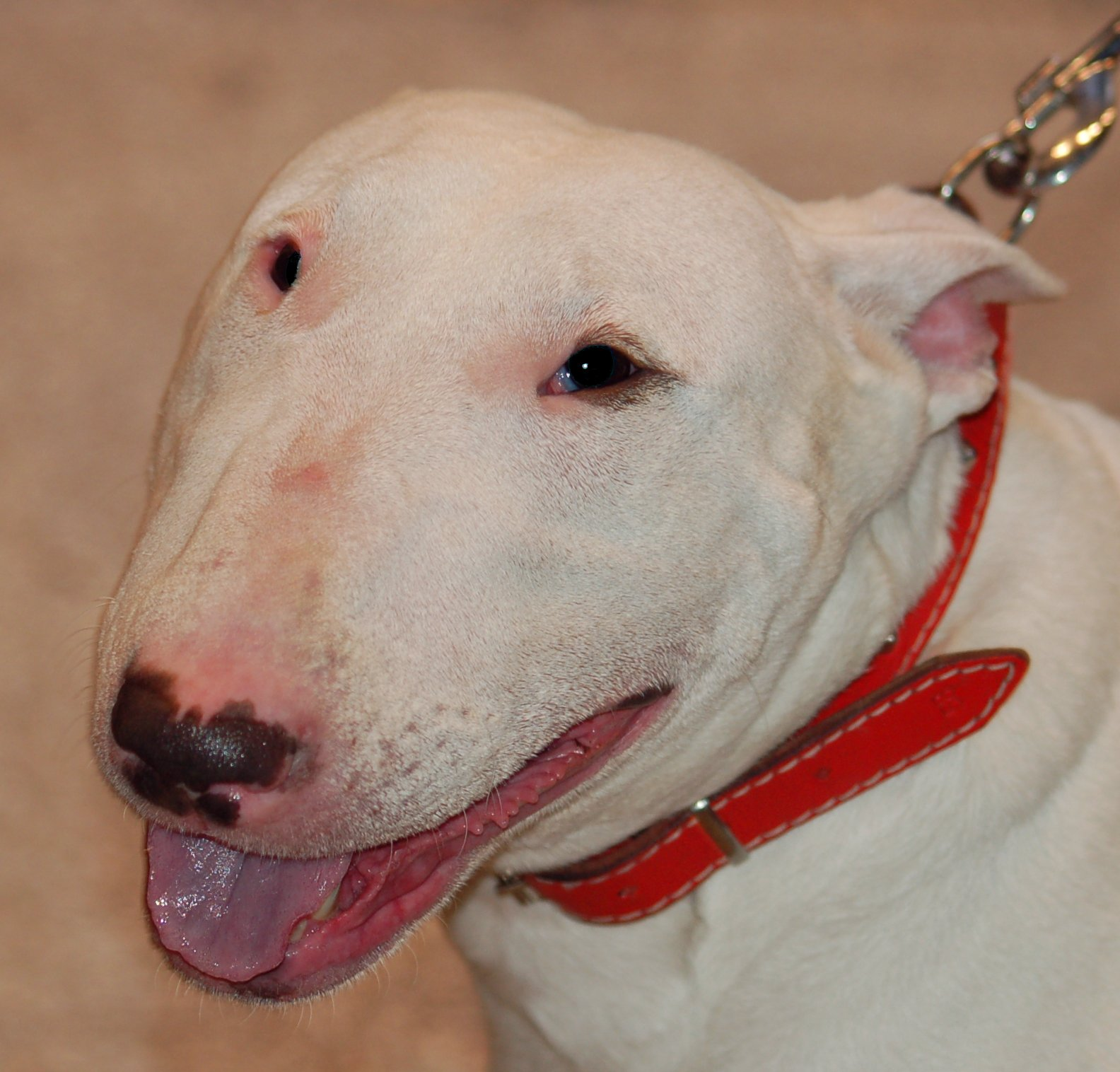
Sục Bun là giống chó lăng xăng nhưng không ưa bị chọc ghẹo

Ngoài ra, chúng còn rất trung thành, luôn ngoan ngoãn và rất biết điều, vì vậy đây là một trong những giống chó tốt nhất cho công việc trông nhà. Thông thường chúng rất quyến luyến với chủ nhân. Chó sục Bun phát triển toàn diện nhất khi được sống trong lòng yêu thương và sự quan tâm của gia chủ. Chúng rất thích được làm một việc gì đó và thực hiện các công việc được chủ giao phó. Đặc biệt là chúng rất thích sự hiện diện của chủ nhân bên cạnh, vì vậy không nên để chúng ở một mình trong thời gian nhiều hơn 8 giờ mỗi ngày sẽ ảnh hưởng xấu đến tâm lý của chúng.
Bull Terrier khi còn bé rất lăng xăng, và nhiều con vẫn còn rất sung mãn khi bước vào tuổi từ 5 đến 6 tuổi. Tuy vậy, chúng cũng biết cách thích nghi với người lớn tuổi, vốn là những người có nhiều thời gian gần gũi chúng. Tuy nhiên không nên để chúng một mình lâu, chúng sẽ bắt đầu phá phách, sủa ầm ĩ hoặc gậm phá đồ đạc. Chúng dễ dàng tìm được tiếng nói chung với trẻ nhỏ, nhưng cần để ý đến chúng vì đôi khi Bull có thể trở nên đùa nghịch quá quá đà và làm ngã trẻ. Bull Terrier cảm thấy dễ chịu hơn khi không có con vật cưng khác hoặc trẻ con xung quanh, vì chúng chẳng ưa gì bị chọc ghẹo hay quấy rối.
Chúng lăng xăng hơn trẻ nhỏ nhiều, vì thế không nên cho trẻ mới biết đi hoặc còn quá nhỏ lại gần chúng. Tuy nhiên chúng lại rất quý trẻ con nếu được làm quen từ nhỏ. Chúng không quen với các kiều chòng ghẹo quá mức của trẻ con, vì vậy cần dạy cho lũ trẻ không quấy rầy chó. Đôi khi Bull tỏ ra rất ngang bướng và khó bảo. Có một quá trình dạy dỗ Bull hết sức bài bản và thường xuyên. Hãy tạo điều kiện cho chúng được hoà đồng với các loại súc vật khác khi còn nhỏ. Đôi khi Bull tỏ ra rất hung dữ đối với các chú chó khác, đặc biệt nếu cả hai con cùng là chó đực. Nhưng nếu là hai con chó cái hoặc một đực một cái thì chúng có thể sống hoà thuận lẫn nhau.

## Huấn luyện
Chúng cũng thích hợp để sống trong điều kiện căn hộ. Chúng rất tích cực trong phạm vi căn nhà nhưng cũng rất thích chạy nhảy ngoài sân vườn. Thích hợp với điều kiện khí hậu ấm áp. Giống chó này rất cần có các bài tập thể lực hàng ngày. Đặc biệt khi cho chúng đi dạo ngoài đường cần phải xích và có rọ mõm vì Bull rất hay gây sự với các giống chó khác. Cần phải luyện tập thường xuyên nếu không chúng sẽ béo phì và trở nên lười biếng. 

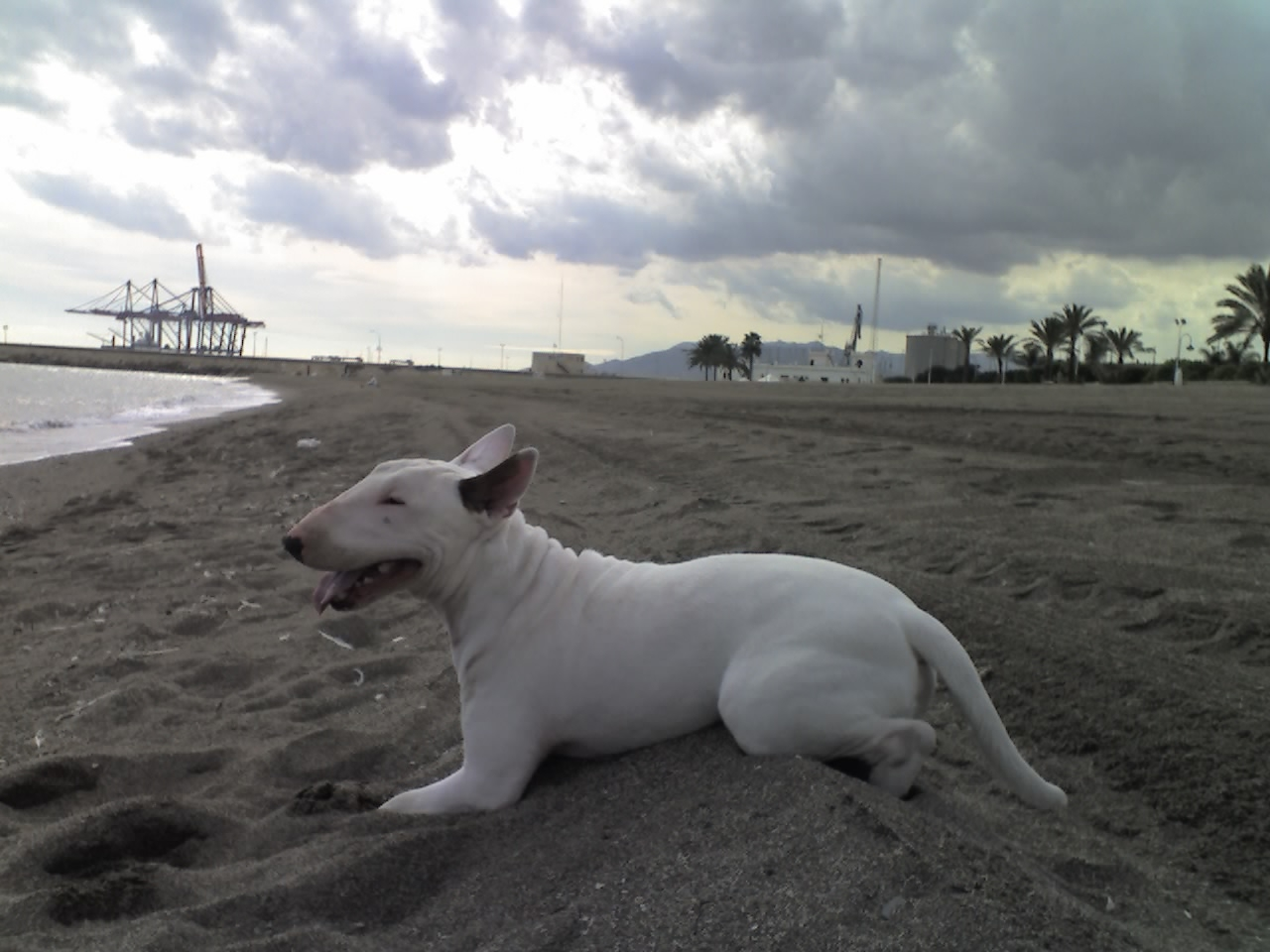
Một con sục Bun bên bờ biển

Người nuôi nên cho chúng tham gia vào những hoạt động của mình, quan tâm đến chúng nhiều hơn và cho chúng vận động bốn lần một ngày. Chúng chơi đùa không hề biết mệt mỏi, có thể săn bóng, rượt đuổi trẻ con và xem bọn nhóc chơi đùa hàng giờ liền. Nếu được dạy bảo đúng cách, loại chó này có thể trở thành người bạn trên cả tuyệt vời của con người, nhưng cũng có thể trở thành ám ảnh nếu chủ không biết cách huấn luyện chúng.
Thường khó huấn luyện Bully hơn các giống chó khác, do chúng khá thông minh và biết suy nghĩ độc lập nhưng vẫn có những chú Bull Terrier rất biết vâng lời, nên kiên nhẫn và làm cho giờ học hào hứng hơn. Khi ra lệnh, hãy cho chúng thấy rằng chủ rất vui khi chúng thực hiện đúng mệnh lệnh. Chính sự hài lòng của chủ là động lực để chúng vâng lời. Người dạy cũng phải hết sức sáng tạo và kiên nhẫn. Cũng có thể gửi đến các trại huấn luyện chó.
Chó sục Bun loại nhỏ có thể ở nơi chật hơn nhưng cũng phải được vận động thường xuyên. Chúng rất mê đi chơi, vì vậy nên thường xuyên dẫn chúng đi dạo bên ngoài. Nhưng lưu ý khi đi luôn dùng dây cột vì chúng rất dễ gây hấn với những con chó khác. Nói chung, Bull Terrier đặc biệt từ bề ngoài cho đến cá tính.